# Paek Myong-suk
Paek Myong-suk (hangeul : 백명숙 ; RR : Baek Myeongsuk ; MR : Paek Myŏngsuk), née le 24 février 1954, est une ancienne joueuse nord-coréenne de volley-ball.
Elle est médaillée de bronze aux Jeux de 1972.

## Carrière
Paek est médaillée de bronze lors des Jeux olympiques d'été de 1972 ainsi qu'aux Mondiaux de 1970.

## Palmarès

### En équipe nationale
- Jeux olympiques
  -  1972 à Munich.

- Championnat du monde féminin
  -  1970 à Varna.